# 桜子 (AV女優)
桜子（さくらこ、1988年3月29日 - ）は、日本の元AV女優。
岡山県出身。

## プロフィール
- 身長：158cm
- サイズ：B 86cm（F）、W 57cm、H 83cm
- 血液型：O型
- 趣味：ピアノ演奏
- 特技：クラシックバレエ

## 作品

### アダルトビデオ
2006年
- 初花 -hatsuhana-（10月31日、九鬼）
- 恋リップ 淫らな唇（11月30日、九鬼）
- 現役女子大生 桜子 真性マゾ告白（12月22日、九鬼）

2007年
- ボディフェティッシュ（1月19日、九鬼）
- 誘惑痴女のセックス（2月16日、九鬼）
- SEX FUCK H（2007年3月30日、九鬼）
- 初セル（2007年5月13日、MOODYZ）
- ハイパーデジタルモザイクVol.058（6月13日、MOODYZ）
- 真性中出し（7月13日、MOODYZ）
- 真性アナルFUCK（8月13日、MOODYZ）
- ぶっかけ中出し飲尿イラマチオFUCK！（11月1日、MOODYZ）
- 超人気女優の潮吹き4時間!!（11月1日、MOODYZ）

2010年
- 全部、見せます。 桜子 全作品×全本番 (10月8日、九鬼)

### デジタル写真集
- 桃乳娘
- 桃乳娘2

| スタブアイコン | サブスタブ | この項目は、まだ閲覧者の調べものの参照としては役立たない、性風俗関係者に関連した書きかけの項目です。この項目を加筆・訂正などしてくださる協力者を求めています（P:性/PJ:性）。 |